# Гарячий атом
Гарячий атом (рос. горячий атом, англ. hot atom) — атом у збудженому енергетичному стані або з кінетичною енергією, значно вищою від навколишнього теплового рівня.
Звичайно утворюється внаслідок ядерних процесів.
Хімія гарячих атомів вивчає взаємодію атомів віддачі з молекулами. Основним завданням цієї області радіохімії є визначення хімічних форм стабілізації атомів віддачі на різних етапах їх уповільнення.